# Арена-Югра
«Арена-Югра» — многофункциональный комплекс в Ханты-Мансийске, введённый в эксплуатацию в 2008 году. Автономный спортивный центр рассчитан на 5500 человек и отвечает современным требованиям по проведению спортивных мероприятий на международном уровне. В основном он ориентирован на проведение соревнований по хоккею и фигурному катанию; при необходимой трансформации арена комплекса становится спортивной площадкой для проведения состязаний по мини-футболу, волейболу, баскетболу, гандболу, теннису, спортивной и художественной гимнастике, борьбе и боксу, а также концертной площадкой для выступления звезд эстрады.
Комплекс является тренировочной базой для хоккейных команд и занятий отделений ДЮСШ. Для спортсменов устроены раздевалки, душевые, сушильные камеры, массажные кабинеты, тренажерные залы для проведения разминок.
Для информирования зрителей во время проведения спортивных мероприятий под сводом ледового дворца установлен многопрофильный медиакуб. На первом этаже арены расположен сувенирный магазин. В дни проведения домашних игр на втором этаже располагаются точки питания для болельщиков.
Является домашней ареной Югры, которая выступает в Высшей хоккейной лиге.

## Инфраструктура
- Общая площадь 4.78 га
- Вместимость — 5 500 зрителей
- Хоккейная площадка 61×30 м
- Ледовое поле 64,20×34.40 м
- Площадь 2211.77 м²
- Медиакуб
- Тренажерный зал
- Спортивно-оздоровительный центр
- Ресторан
- Кафе

## Мероприятия
В сезоне 2009—2010 годов здесь проходили матчи в рамках Открытого всероссийского первенства среди команд Высшей лиги. В сезоне 2010—2011 на ледовой площадке проходили домашние матчи хоккейного клуба Югра в рамках розыгрыша Континентальной хоккейной лиги.
- II Межрегиональный турнир по хоккею среди детских команд на кубок компании «Газпром нефть»
- Хоккейный матч между командами «Югра» и «Легенды хоккея СССР»
- Заключительный тур Ильи Авербуха «Ледниковый период. Лучшее»
- Хоккейные матчи XVIII Сурдлимпийских зимних игр.